# Esger Juul
Esger Juul, död 17 januari 1325, var en dansk katolsk präst och ärkebiskop i Lunds stift från 1310 till sin död.
Esger Juul var först kanik i Ribe och försvarade inför den påvlige legaten kung Erik Menveds sak i dennes strid med ärkebiskop Jens Grand 1299-1302. Därför blev Juul 1306 biskop i Århus och 1310 ärkebiskop i Lund. 1315 kom han i tvist med kung Erik, sannolikt till följd av de felaktiga krav denne ställde på ärkebiskopsstolen, och bannlyste kungen 1317. Men Juul fick inget stöd av de övriga biskoparna, utan måste istället lämna Danmark. År 1318 följde han den svenska här som angrep Skåne, men lyckades inte därigenom få tillbaka sin ärkebiskopsstol. Först 1321, två år efter Erik Menveds död, återvände Juul till Danmark och återinsattes som ärkebiskop.